# Röstigraben

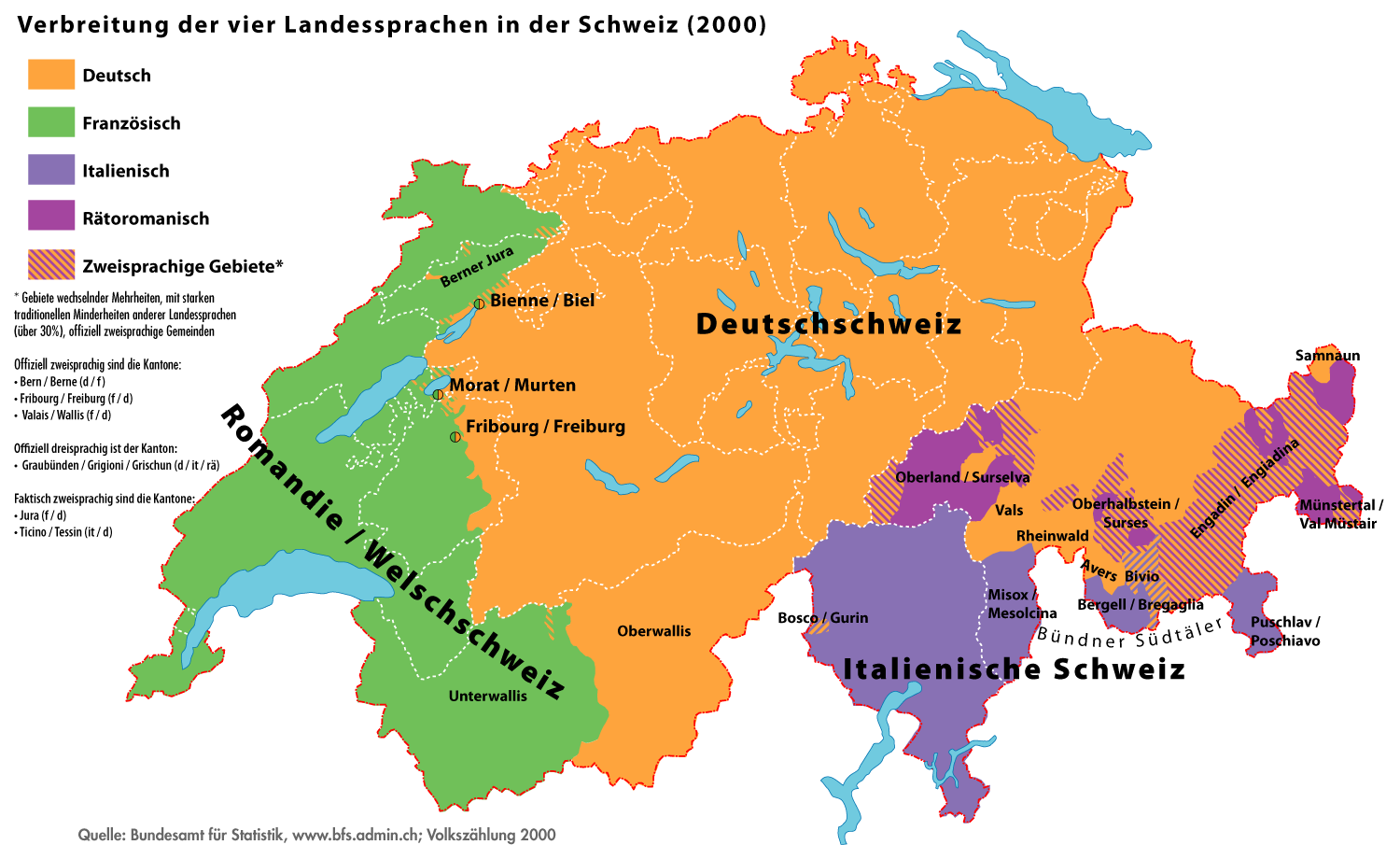
Verbreitung der vier Landessprachen in der Schweiz

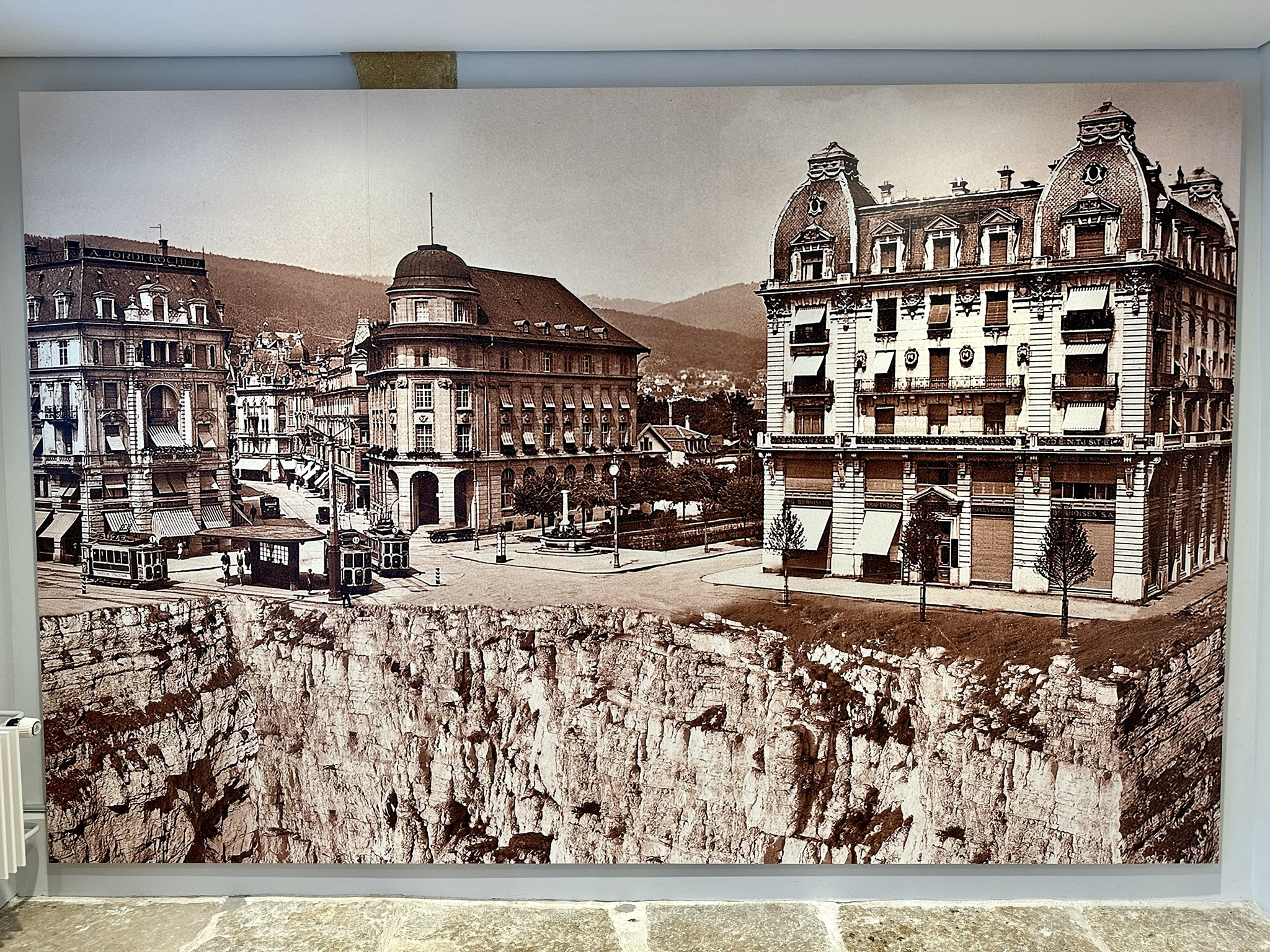
Humoristische Darstellung des Röstigrabens (Fotomontage) in der zweisprachigen Stadt Biel

Der Röstigraben ist der bildhafte Ausdruck für die Sprachgrenze zwischen dem deutschsprachigen und dem französischsprachigen Teil der Schweiz. Darüber hinaus steht die Metapher für die (realen oder «gefühlten») kulturellen Unterschiede zwischen den beiden grössten Schweizer Sprachregionen.
In der politischen Geographie der Schweiz markiert er die Unterschiede im Abstimmungsverhalten zwischen Deutschschweizern und Romands, also der deutschsprachigen Bevölkerungsmehrheit und der frankophonen Bevölkerung der Schweiz.

## Kulturelle Bedeutung

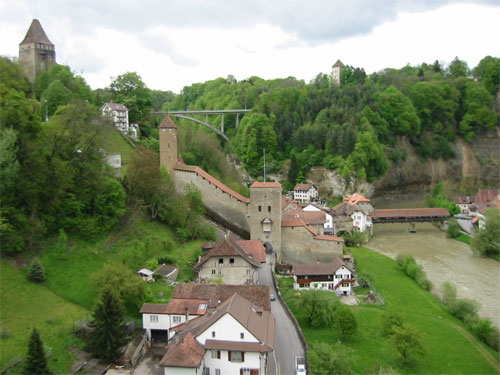
Die Saane in Freiburg, das Realsymbol für den Röstigraben

Ausgeprägter Röstigraben bei der «Ausschaffungsinitiative» (mit Ausnahme des deutschsprachigen Kantons Basel-Stadt und des zweisprachigen Kantons Wallis)

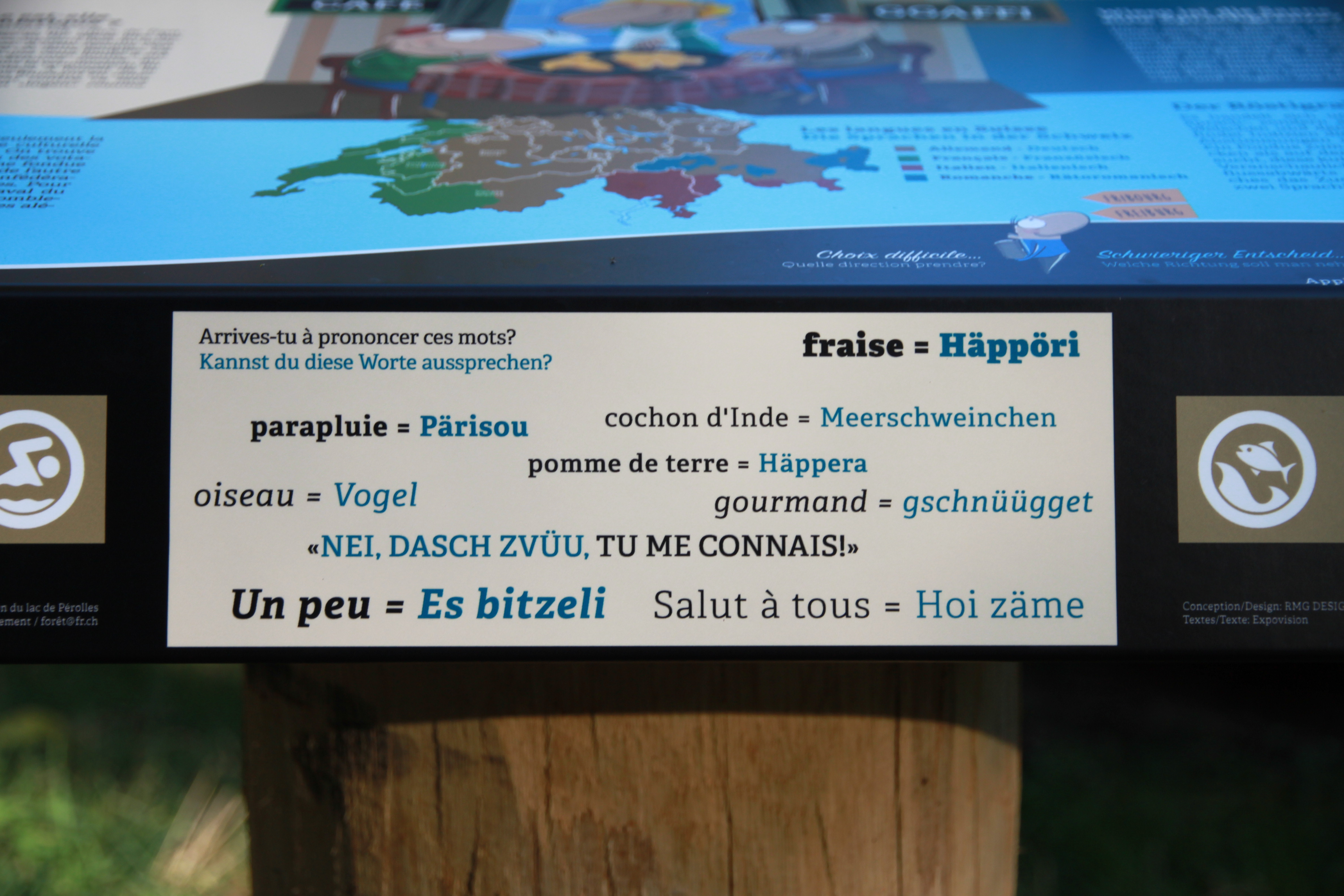
Französisch und Senslerdeutsch in der Kontaktzone des Röstigrabens

Rösti ist die schweizerdeutsche Bezeichnung für das klassische Kartoffelgericht der Deutschschweizer Küche, einen früheren Bestandteil des Bauernfrühstücks. Allerdings hat Marcel Schwander, der langjährige Westschweizer Korrespondent des Zürcher Tages-Anzeigers, darauf hingewiesen, dass die Romands die «pommes de terre fricassées» ebenso lange kennen wie die Deutschschweizer, aber im Lauf der Zeit die kürzere Bezeichnung übernommen hätten. Oft wird der Röstigraben mit dem Lauf der Saane bei Freiburg gleichgesetzt, was sich im französischen Ausdruck outre-Sarine (jenseits der Saane, also in der Deutschschweiz) widerspiegelt. In der französischsprachigen Schweiz werden eher – in Anlehnung an den Eisernen Vorhang – die Begriffe Rideau de rösti («Röstivorhang») oder Barrière de rösti («Röstischranke») benutzt.
Prähistoriker fanden die heutige Schweiz schon seit dem 4. Jahrtausend v. Chr. zweigeteilt: Ein «prähistorischer Röstigraben» trennte die Ostschweiz mit Einbindung in einen zentraleuropäischen Rahmen von der Westschweiz. Diese war eingebunden in die Kulturströme aus der Richtung des heutigen Südfrankreich.
Von Volkskundlern wurde Mitte des 20. Jahrhunderts in diesem Zusammenhang die grössere Bedeutung der knapp 100 km weiter östlich, ebenfalls grob in Nord-Süd-Richtung verlaufenden Brünig-Napf-Reuss-Linie als Kulturgrenze zwischen vorwiegend alemannischem bzw. burgundischem Einfluss herausgestrichen. Heute wird höchstens noch von einem breiten Übergangsgebiet gesprochen, das die Deutschschweiz untergliedert, aber keinesfalls mehr von einer «Linie».

### Sprachgeographie
Am Röstigraben liegen die folgenden Städte, die zweisprachig sind bzw. eine bedeutende Minderheit der anderen Sprachgemeinschaft haben:
- Biel/Bienne (43 % franz.)
- Murten/Morat (15 % franz.)
- Fribourg/Freiburg (21 % deutsch)
- Sierre/Siders (9 % deutsch, war im 19. Jh. noch mehrheitlich deutschsprachig)

Biel/Bienne ist die einzige offiziell zweisprachige Stadt der Schweiz, in welcher sämtliche amtlichen Dokumente in beiden Sprachen (Deutsch/Französisch) publiziert werden und sämtliche Strassen und Plätze zweisprachig beschildert sind. Frankophone und deutsche Kultur sind hier gelebter Alltag und bilden den Charme der kulturell offenen Stadt. Das Neue Museum Biel/Bienne thematisiert den Röstigraben in der Ausstellung Biel und der Röstigraben.

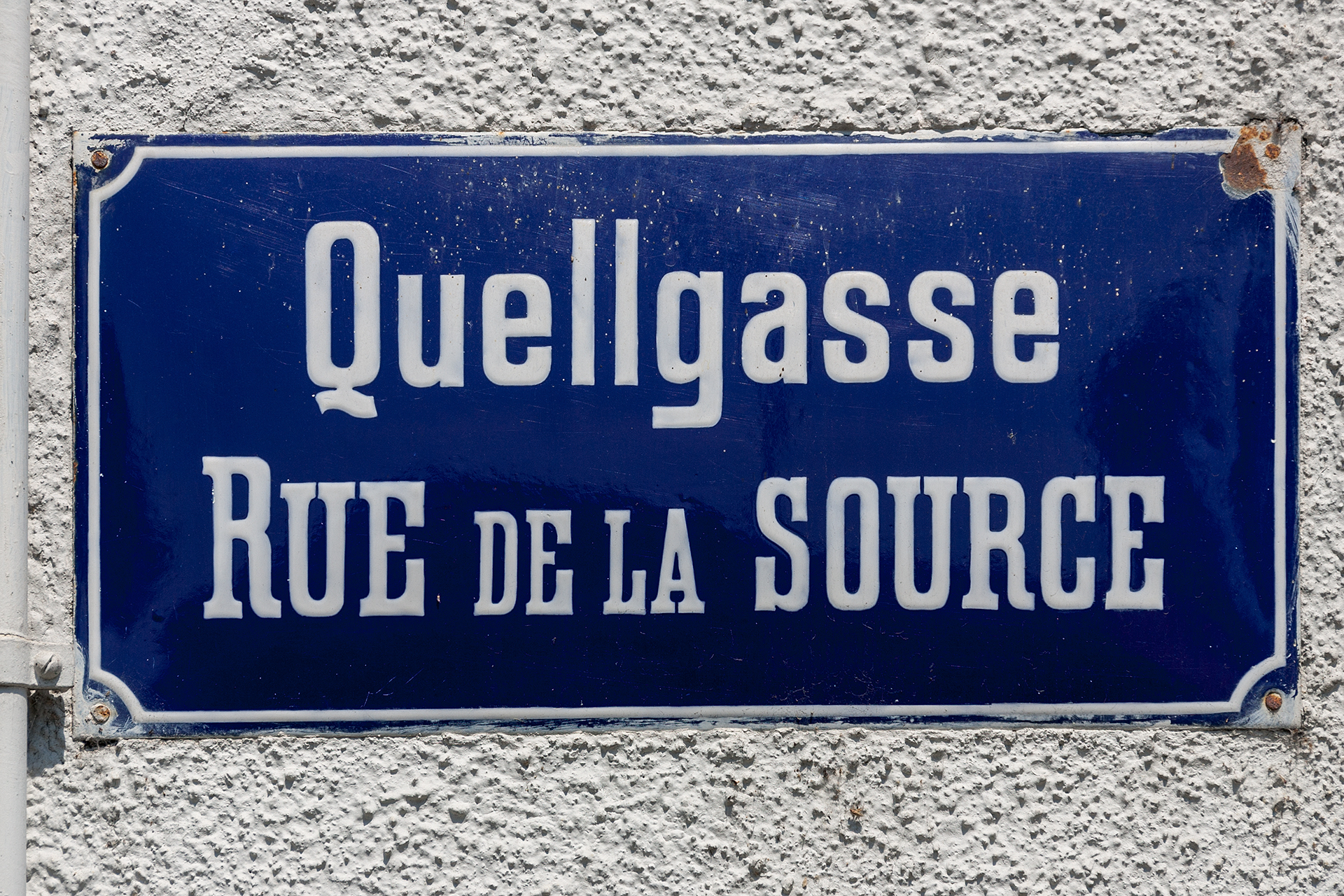
Zweisprachiges Strassenschild in Biel/Bienne

## Politische Bedeutung

### Unterschiede im Abstimmungsverhalten
Der Begriff wird häufig bemüht, wenn das Stimmverhalten bei Volksabstimmungen je nach Sprachregion unterschiedlich ausfällt:
- Am ehesten treten die Unterschiede im Bereich der Aussen- bzw. Sozialpolitik zu Tage, wo die Romandie zumeist dem Ausland (auch der EU) gegenüber offener und staatlichen Regulierungen gegenüber freundlicher eingestellt ist.
- Weniger ausgeprägt sind sie in der Verkehrs-, Umwelt-, Drogen- und Gesellschaftspolitik.

Die italienische Schweiz stimmt bei aussenpolitischen Themen üblicherweise wie die Deutschschweiz, sonst eher mit der Romandie zusammen; die Nordwestschweiz hingegen stimmt oftmals wie die Romandie ab und ist nicht eindeutig auf der Deutschschweizer Seite des Röstigrabens anzusiedeln.

#### Entwicklung im 21. Jahrhundert
Ab den 2010er Jahren hat die Bedeutung des Röstigrabens bei Abstimmungen stetig abgenommen. An deren Stelle ist der Stadt-Land-Graben getreten. Das heisst, die Abstimmungsergebnisse von Städten und ländlichen Gemeinden weichen immer öfter voneinander ab.